# Alexander Bernhuber
Alexander Bernhuber, né le 18 mai 1992 à Sankt Pölten, est un homme politique autrichien. Membre du Nouveau Parti populaire (ÖVP), il est élu député européen en 2019.

## Biographie
Alexander Bernhuber fréquente le centre d'enseignement et de recherche Francisco Josephinum (en) avant d'étudier à l'université des ressources naturelles et des sciences de la vie (en) (BOKU) à Vienne. En 2016, il devient délégué autrichien au Conseil européen des jeunes agriculteurs (CEJA).
Il est élu député européen en mai 2019 et réélu en 2024.